# 続縄文時代
続縄文時代（ぞくじょうもんじだい）は、北海道を中心に紀元前3世紀頃から紀元後7世紀（弥生時代から古墳時代）にかけて、擦文文化が現れるまで続いた時代で、続縄文文化に対応する。縄文時代から引き続くものとして山内清男により名づけられ、実際に連続する要素は多い。
南部に恵山文化、中央部に江別文化、その終末期（5 - 6世紀、古墳時代中期から末期）の北大文化など、内部には地域と時代により異なる文化が含まれる。

## 概要
本州の多くの住民が水稲栽培を取り入れて弥生時代に移行したときに、気候的条件からか水田を作らず縄文時代の生活様式を継承した人々が営んだ文化が、本州大部分の弥生・古墳文化に並行する続縄文文化である。このときまで本州のほぼ全域と北海道周辺の住民は同じ縄文文化を共有していたが、ここで道が分かれることになった。
続縄文時代には、北海道北部が大陸・樺太方面から、北海道南西部が本州方面からの文化と産物の流入の窓口になっていた。北方産とみられる琥珀製の玉類が北海道から東北地方北部に分布し、佐渡島産とみられる碧玉製の管玉が石狩川河口付近までみられる。逆に続縄文文化が北海道の外に拡大する動きもあり、樺太南部や東北地方北部、千島列島に広がっていた。
この時代の後期にあたる5世紀（古墳時代中期）から、樺太から北海道のオホーツク海沿岸にかけてオホーツク文化が定着した。これは続縄文文化とは異質のものである。